# 리눅스 재단
리눅스 재단(영어: Linux Foundation 줄여서 LF)은 리눅스의 발전을 제고하기 위해 설립된 비영리 연합체이다. 2000년에 오픈 소스 개발 연구소와 자유 표준 그룹의 병합으로 설립된 리눅스 재단은 리눅스 제작자 리누스 투르발스의 일을 지원하고 있으며, 전 세계의 선도하는 리눅스 및 오픈 소스 기업과 개발자로부터 지원을 받고 있다.
리눅스 재단에 따르면 퍼블릭 클라우드 워크로드의 90%, 세계 스마트폰의 82%, 임베디드 기기의 62%, 슈퍼 컴퓨터 시장의 99%가 리눅스로 작동한다.

## 프로젝트
- Linux.com
- Linux Videos
- Linux Developer Network
- Training and Certification
- Linux Standard Base
- Carrier Grade Linux
- OpenPrinting
- Patent Commons Project

## 협업 프로젝트
- Automotive Grade Linux
- Cloud Native Computing Foundation
- Code Aurora Forum
- Core Infrastructure Initiative
- FOSSBazaar
- MeeGo
- Open Virtualization Alliance (OVA)
- OpenDaylight
- ONOS
- IO Visor
- OpenMama
- Tizen
- Xen Project
- Yocto Project
- Zephyr